# Jóhannes Karl Guðjónsson
Jóhannes „Joey” Karl Guðjónsson (ur. 25 maja 1980 w Akranes) – piłkarz islandzki grający na pozycji środkowego pomocnika.
Ojciec Johannesa, Guðjón Þórðarsson był piłkarzem, a także trenerem piłkarskim. Także obaj bracia uprawiają piłkę nożną. Średni z nich Bjarni występuje ze starszym Thordurem w Akranes.

## Kariera klubowa
Gudjonsson rozpoczął piłkarską karierę w Akureyrar, a barwach którego w 1997 roku zadebiutował w drugiej lidze. Po roku gry przeszedł do pierwszoligowego Akraness, z którym zajął 3. miejsce w lidze. Po pół roku Joey przeszedł do belgijskiego Racingu Genk, z którym w sezonie 1998/1999 wywalczył mistrzostwo Belgii. Po sezonie nie mając miejsca w składzie Genk Gudjonsson przeszedł do holenderskiego MVV Maastricht, z którym spadł z Eredivisie po przegranych barażach, a następnie zmienił barwy klubowe i został piłkarzem RKC Waalwijk, w którym rozegrał dobry sezon zdobywając 4 gole i zajmując 7. miejsce w lidze.
W RKC Gudjonsson rozpoczął sezon 2001/2002, ale jeszcze we wrześniu trafił do hiszpańskiego Realu Betis. W Primera División zadebiutował 3 października w zremisowanym 0:0 meczu z Athletic Bilbao. W lidze rozegrał jednak zaledwie 11 meczów i w rundzie zimowej sezonu 2002/2003 był już graczem Aston Villi. W Premiership zadebiutował 28 stycznia w wygranym 5:2 wyjazdowym meczu z Middlesbrough F.C., w którym zdobył jednego z goli. W Aston Villi rozegrał łącznie 11 meczów i zdobył 2 bramki, zajmując z nią 16. miejsce w lidze. W sezonie 2003/2004 Joey grał w Wolverhampton Wanderers, z którym spadł z ligi, a w lidze pojawiał się sporadycznie jako rezerwowy. Sezony 2004/2005 oraz 2005/2006 Gudjonsson spędził w Leicester City, z którym rywalizował w Football League Championship. Latem 2006 powrócił na holenderskie boiska i miał decydować o sile ofensywnej AZ Alkmaar, ale nie wywalczył w nim miejsca w wyjściowej jedenastce i po pół roku wrócił do Anglii. Rundę wiosenną spędził w Burnley F.C. Przez trzy sezony był podstawowym piłkarzem
Burnley i w sezonie 2009/10 stracił miejsce w podstawowym składzie.
| Statystyki klubowe | Statystyki klubowe      | Statystyki klubowe | Statystyki klubowe                     | Statystyki klubowe | Statystyki klubowe |
| Sezon              | Klub                    | Kraj               | Rozgrywki                              | Mecze              | Bramki             |
| ------------------ | ----------------------- | ------------------ | -------------------------------------- | ------------------ | ------------------ |
| 1997               | Akureyrar               | Islandia           | 1. deild karla                         | 5                  | 0                  |
| 1998               | Akraness                | Islandia           | Landsbankadeildin                      | 8                  | 1                  |
| 1998/99            | Racing Genk             | Belgia             | Eerste Klasse                          | 5                  | 0                  |
| 1999/00            | MVV Maastricht          | Holandia           | Eredivisie                             | 20                 | 5                  |
| 2000/01            | RKC Waalwijk            | Holandia           | Eredivisie                             | 31                 | 4                  |
| 2001/02            | RKC Waalwijk            | Holandia           | Eredivisie                             | 4                  | 2                  |
| 2001/02            | Real Betis              | Hiszpania          | Primera División                       | 11                 | 0                  |
| 2002/03            | Real Betis              | Hiszpania          | Primera División                       | 1                  | 0                  |
| 2002/03            | Aston Villa F.C.        | Anglia             | Premiership                            | 11                 | 2                  |
| 2003/04            | Wolverhampton Wanderers | Anglia             | Premiership                            | 11                 | 0                  |
| 2004/05            | Leicester City          | Anglia             | Football League Championship           | 35                 | 2                  |
| 2005/06            | Leicester City          | Anglia             | Football League Championship           | 42                 | 8                  |
| 2006/07            | AZ Alkmaar              | Holandia           | Eredivisie                             | 5                  | 0                  |
| 2006/07            | Burnley F.C.            | Anglia             | Football League Championship           | 11                 | 0                  |
| 2007/08            | Burnley F.C.            | Anglia             | Football League Championship           | 28                 | 1                  |
| 2008/09            | Burnley F.C.            | Anglia             | Football League Championship           | 39                 | 6                  |
| 2009/10            | Burnley F.C.            | Anglia             | Premiership                            | 10                 | 0                  |
| 2010/11            | Huddersfield Town       | Anglia             | league One                             | 37                 | 2                  |
| 2011/12            | Huddersfield Town       | Anglia             | league One                             | 8                  | 0                  |
| 2012               | Akraness                | Islandia           | Landsbankadeildin                      | 21                 | 3                  |
|                    |                         |                    | Łącznie w 1. deild karla               | 5                  | 0                  |
|                    |                         |                    | Łącznie w Landsbankadeildin            | 8                  | 1                  |
|                    |                         |                    | Łącznie w Eerste Klasse                | 5                  | 0                  |
|                    |                         |                    | Łącznie w Eredivisie                   | 60                 | 11                 |
|                    |                         |                    | Łącznie w Primera División             | 12                 | 0                  |
|                    |                         |                    | Łącznie w Premiership                  | 32                 | 2                  |
|                    |                         |                    | Łącznie w Football League Championship | 155                | 17                 |

## Kariera reprezentacyjna
W reprezentacji Islandii Gudjonsson zadebiutował 15 sierpnia 2001 roku w zremisowanym 1:1 meczu z Polską. W swojej karierze ma już za sobą występy w eliminacjach do MŚ 2002, Euro 2004 oraz MŚ 2006, a obecnie wraz z rodakami rywalizuje w eliminacjach do Euro 2008. Po wysoko przegranym meczu z Liechtensteienem nie jest powoływany do kadry narodowej.